# François Seners
Pour les articles homonymes, voir Seners.
François Seners ou Séners, né le 4 février 1958 à Metz, est un haut fonctionnaire français. Conseiller d’État, il alterne des fonctions juridictionnelles, administratives et de cabinets ministériels. Depuis le 14 mars 2022, il est membre du Conseil constitutionnel, nommé sur proposition du président du Sénat, Gérard Larcher.

## Biographie

### Formation
Il a d’abord fréquenté le Gymnase Jean-Sturm de Strasbourg.
Diplômé de l'Institut d’études politiques de Strasbourg en 1979, il sort de l’ENA en 1983 (promotion Solidarité).

### Des années de terrain centrées sur l'outre-mer
Après avoir été successivement directeur du cabinet du préfet d’Indre-et-Loire (1983-1984) et directeur du cabinet du préfet des Yvelines (1984-1986), il est nommé en octobre 1986 sous-préfet de Saint-Martin-Saint-Barthélemy, arrondissement de la Guadeloupe connaissant alors une profonde transformation économique dopée par les investissements suscités par la loi de défiscalisation (Loi Pons (1986)). Il devient en juin 1989 conseiller technique au cabinet de Louis Le Pensec, ministre des DOM-TOM, porte-parole du gouvernement de Michel Rocard, alors dirigé par Alain Christnacht. Chargé des questions institutionnelles, il y suit notamment la mise en place des nouvelles institutions de la Nouvelle-Calédonie issues des accords de Matignon (1988). Il est nommé directeur adjoint du cabinet de Louis Le Pensec en 1992.
Il retrouve des fonctions de cabinet en lien avec l’outre-mer en devenant conseiller technique au cabinet du Premier ministre Alain Juppé (1996-1997) où il assure notamment la continuité du suivi de l’action de l’État en Nouvelle-Calédonie. En 1999, il est chargé par le secrétaire d’État à l’Outre-Mer du gouvernement de Lionel Jospin, Jean-Jack Queyranne, dans le cadre des réflexions conduites par Claude Lise (sénateur de la Martinique) et Michel Tamaya (député de la Réunion) sur l’avenir des départements d’outre-mer (DOM), de faire des propositions concernant l’avenir des îles de Saint-Martin et de Saint-Barthélemy ; son rapport (« Saint-Martin et Saint-Barthélemy, quel avenir pour les îles du Nord de la Guadeloupe ? »), remis en novembre 1999 et publié à la Documentation française, fixe des orientations qui serviront à la transformation ultérieure de ces deux îles en collectivités d’outre-mer (COM) autonomes par la loi organique du 21 février 2007.
Chargé, parallèlement à ses activités au Conseil d’État, d’une mission d’assistance juridique à la nouvelle collectivité de Saint-Barthélemy (2007-2008), il contribue à l’élaboration des règles juridiques propres à cette collectivité (code des contributions, code de l’urbanisme, code de l’environnement). En mars 2018, le Premier ministre Édouard Philippe, le désigne représentant personnel au sein du "Groupe de dialogue sur le chemin de l'avenir" chargé de maintenir un dialogue entre partisans et adversaires de l'indépendance de la Nouvelle-Calédonie avant le référendum d'autodétermination organisé le 4 novembre 2018.

### Magistrat administratif
Conseiller au tribunal administratif de Nice de 1993 à 1996, il est nommé maître des requêtes au Conseil d’État le 31 mai 1997 et affecté à la section du contentieux puis, en 2000, à la section des finances. Il est nommé commissaire du gouvernement devant les formations contentieuses du Conseil d’État en mars 2001, fonctions qu’il exerce jusqu’en novembre 2008 et dans le cadre desquelles il prononce de très nombreuses conclusions dans le domaine du droit des collectivités territoriales, du droit fiscal, du droit de l’agriculture et de l’alimentation et du droit des concentrations. Il est, parallèlement, nommé rapporteur adjoint auprès du Conseil constitutionnel (2006-2008) pendant la période des élections présidentielle et législatives de 2007 et commissaire du gouvernement auprès du Tribunal des conflits (2008). Il est appelé en octobre 2008 au ministère de la Justice pour devenir le troisième et dernier directeur de cabinet du Garde des Sceaux Rachida Dati. Il y suit en particulier la première étape du vote au Parlement de la loi pénitentiaire et y fait face au mouvement de grève qui paralyse les prisons en mai 2009 pour protester contre la surpopulation carcérale. Il devient conseiller d’État en février 2010.

### Gestionnaire public
Nommé conseiller auprès du Premier ministre François Fillon en juillet 2009, il est nommé en octobre 2009 adjoint du secrétaire général du gouvernement, Serge Lasvignes, poste nouvellement créé et destiné à assurer, sous l’autorité du Premier ministre, le pilotage stratégique de réformes structurelles de l’État ayant une portée interministérielle. Il est plus particulièrement chargé :
- du pilotage de la réforme des administrations territoriales de l’État (REATE)[11] qui redéfinit le format d’un grand nombre de services régionaux et départementaux de l’État en instaurant une plus grande transversalité (création des directions départementales interministérielles et de directions régionales fusionnées[12] ;
- de la mise en place d’un dispositif de gestion de l’encadrement dirigeant de l’État, défini par la circulaire du Premier ministre du 10 février 2010 publiée au Journal officiel[13];
- de la création d’une direction interministérielle des systèmes d’information de l’État (décret du 21 février 2011)[14].

Il a participé, en 2011/2012 à la Task force de la Commission européenne chargée de la restructuration de l'État grec.
Nommé secrétaire général du Conseil d'État le 1er juin 2012, il se trouve notamment chargé, à ce titre, de la gestion de l'ensemble des juridictions administratives (Conseil d'État, cours administratives d'appel et tribunaux administratifs, Cour nationale du droit d'asile). Il est, parallèlement, secrétaire général de l’Association internationale des hautes juridictions administratives (AIHJA).
Il quitte le Conseil d'État le 20 octobre 2014 pour retrouver une fonction plus politique en devenant directeur du cabinet de Gérard Larcher, président du Sénat.
Revenu au Conseil d'État en octobre 2017, il est nommé président adjoint et rapporteur général de la section du rapport et des études. Il conduit notamment l'élaboration des études annuelles consacrées à la citoyenneté  (2018), la politique sportive (2019), l'évaluation des politiques publiques (2020) et les états d'urgence (2021).

### Membre du Conseil constitutionnel
En février 2022, Gérard Larcher propose de nommer François Seners au Conseil constitutionnel. Il prête serment le 8 mars 2022.

### Fonctions diverses
- Chef du centre de prospective de la gendarmerie nationale (1999-2002, principalement sous le mandat du directeur général de la gendarmerie nationale Pierre Steinmetz).
- Administrateur de Radio France (2010-2014)[16].
- Membre de la Commission des infractions fiscales (2011-2012)[17].
- Membre du Conseil national de l'ordre des médecins (2021-2022)[18]

## Distinctions
- Chevalier de la Légion d'honneur (promotion du 14 juillet 2010)[19].